# Karlsruher Übereinkommen
Das Karlsruher Übereinkommen vom 23. Januar 1996 ist ein Staatsvertrag zwischen den Regierungen der Länder Deutschland, Frankreich, Luxemburg und der Schweiz. Das Abkommen regelt die regionale und kommunale Zusammenarbeit über die Grenzen der Unterzeichnerstaaten hinweg und sorgt dabei für Rechtssicherheit. In Deutschland ist es im Bundesgesetzblatt (BGBl.) 1997 II (Nr. 27) S. 1158 veröffentlicht und trat am 1. September 1997 in Kraft. Der komplette Titel lautet Das Karlsruher Abkommen. Übereinkommen zwischen  der Regierung der Bundesrepublik Deutschland, der Regierung der Französischen Republik, der Regierung des Großherzogtums Luxemburg  und dem Schweizerischen Bundesrat, handelnd im Namen der Kantone Solothurn, Basel-Stadt,  Basel-Landschaft, Aargau und Kanton Jura, über die grenzüberschreitende Zusammenarbeit zwischen Gebietskörperschaften und örtlichen öffentlichen Stellen. Die Deutsch-französisch-schweizerische Oberrheinkonferenz hat daran entscheidend mitgewirkt.
Aufgrund des Abkommens können Gemeinden und Regionen rechtsverbindliche, grenzüberschreitende Kooperationsvereinbarungen mit den kommunalen und regionalen Gebietskörperschaften der anderen Vertragsstaaten schließen und so Entscheidungen aufeinander abstimmen. Damit könnten sie gegenseitig Leistungen erbringen und gemeinsam öffentliche Einrichtungen betreiben.
Eines der Ziele des Karlsruher Übereinkommens ist die Förderung der Gründung grenzüberschreitender Zweckverbände, zum Beispiel im Rahmen der Abfallbewirtschaftung, des grenzüberschreitenden öffentlichen Personennahverkehrs und auch gemeinsame Kindergärten und Schulen, die gerade im Sinne der mehrsprachigen Erziehung förderlich sind.
Solche Kooperationen sind zum Beispiel der Grenzüberschreitender örtlicher Zweckverband Mittelhardt-Oberrhein und der Eurodistrict Regio Pamina, siehe auch den Artikel Eurodistrikt.
Frank Bräutigam wurde mit seiner Dissertation Der „Grenzüberschreitende örtliche Zweckverband“ nach dem Karlsruher Übereinkommen: eine rechtsvergleichende Untersuchung 2008 an der Universität Freiburg promoviert.